# Kozojídky
Kozojídky är en ort i Tjeckien.   Den ligger i regionen Södra Mähren, i den sydöstra delen av landet, 250 km sydost om huvudstaden Prag. Kozojídky ligger 189 meter över havet och antalet invånare är 475.
Terrängen runt Kozojídky är platt norrut, men söderut är den kuperad. Runt Kozojídky är det ganska tätbefolkat, med 58 invånare per kvadratkilometer. Närmaste större samhälle är Uherské Hradiště, 17,3 km norr om Kozojídky. Omgivningarna runt Kozojídky är en mosaik av jordbruksmark och naturlig växtlighet.